# Casey Legler
Casey Legler (Fréjus, 26 aprile 1977) è un'ex nuotatrice e modella francese. Come nuotatrice ha partecipato alle Olimpiadi di Atlanta 1996. Si è in seguito dedicata all'attività di modella, diventando la prima donna ad essere assunta dalla Ford Models come modella per abiti maschili.

## Biografia
Nata a Fréjus, nel dipartimento del Var, si è poi trasferita in Florida, dove ha iniziato a dedicarsi al nuoto agonistico all'età di 13 anni. Ha partecipato alle Olimpiadi di Atlanta 1996 classificandosi 29ª nei 50 metri stile libero e decima nella staffetta 4x100 metri stile libero.
Ha abbandonato l'attività agonistica nel 1998 per dedicarsi agli studi, per poi trasferirsi a New York. Nel 2013 ha firmato un contratto con la Ford Models, grazie ad alcune foto scattate dal suo amico fotografo Cass Bird.